# キース・エリス
キース・エリス（Keith Ellis、1946年3月19日 - 1978年12月12日）は、イングランドのベーシスト。ダービーシャーのマトロック生まれ。彼は、The Koobas、The Misunderstood、ジューシー・ルーシーとの関係で知られている。1968年から1969年までヴァン・ダー・グラフ・ジェネレーターのメンバーも務めた。エリスは、1975年からオリジナルのラインナップが崩壊した1976年後半まで、マイク・パトゥとオリー・ハルソールのバンドであるボクサーにて一緒に演奏した。
エリスはアイアン・バタフライとのツアー中、1978年にドイツのダルムシュタットで亡くなった。音楽ジャーナリストのラルフ・ハイブツキ (Ralph Heibutzki)は、『Ugly Things』誌の2011年版にて、偶発的な薬物の過剰摂取による犠牲者であると報告しているが、死因は特定されなかった。彼は未亡人としてデボラを残して世を去っている。
ピーター・ハミルによるアルバム『pH7』（1979年）収録の「Not For Keith」という曲は、エリスへのトリビュートとなっている。